# Râul Bega Luncanilor
Râul Bega Luncanilor sau Râul Bega Mare este unul din cele două brațe care formează râul Bega. 

## Hărți
- Harta munții Poiana Rusca  Arhivat în 12 martie 2010, la Wayback Machine.
- Harta județul Timiș